# Nor Nork
Nor Nork (armeniska:Նոր Նորք) är ett av de tolv distrikten i Armeniens huvudstad Jerevan. År 2011 hade Nor Nork 126,065 invånare.
Nor Nork ligger i östra delen av staden. Det gränsar till distrikten Nork-Marasj, Kentron och Kanaker-Zejtun i väster, Sjengavit och Erebuni i söder, Avan i norr samt Erebuni i söder. I öster gränsar Nor Nork till provinsen Kotajk.

## Bildgalleri

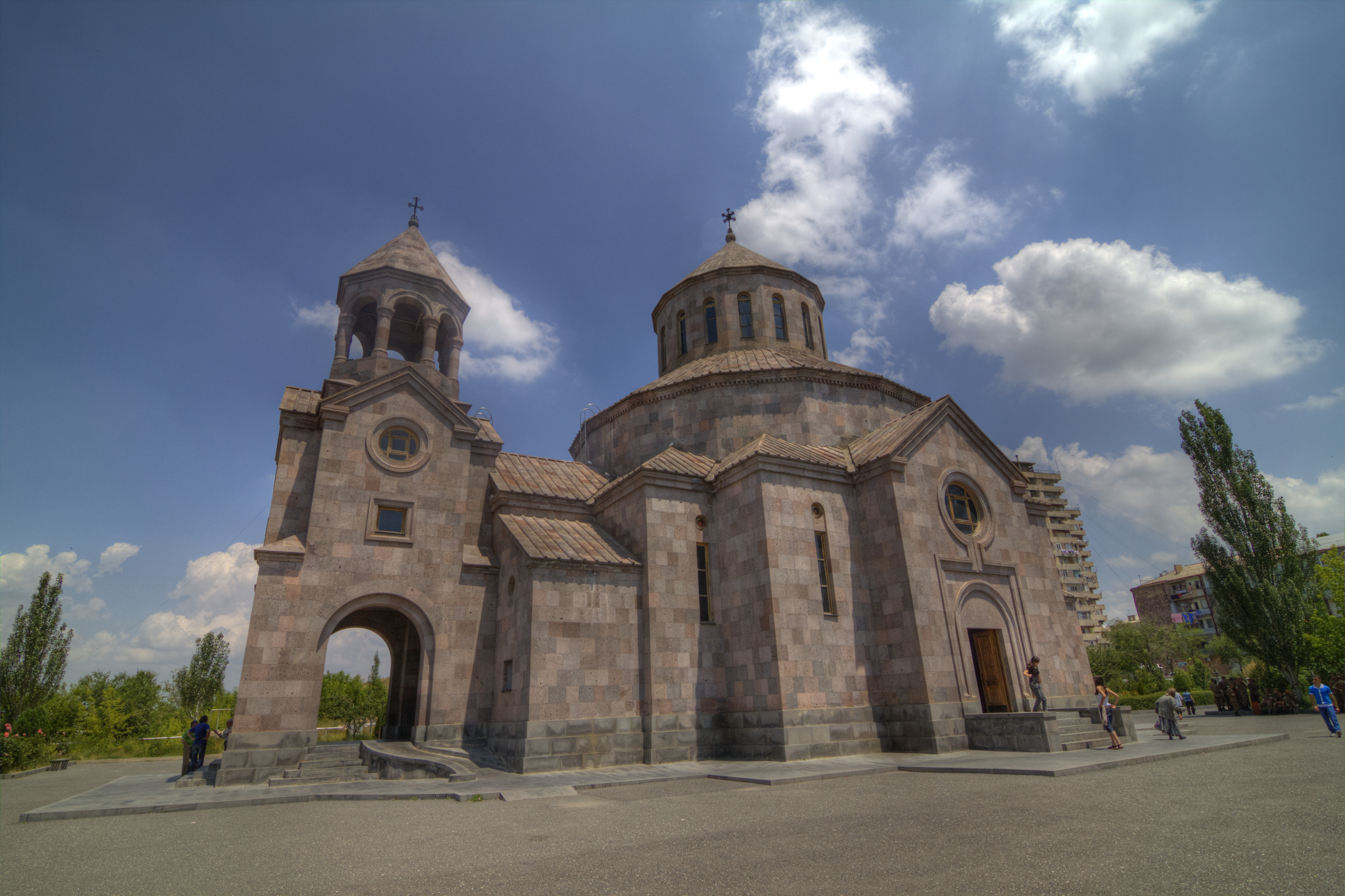
Sankt Sarkiskyrkan
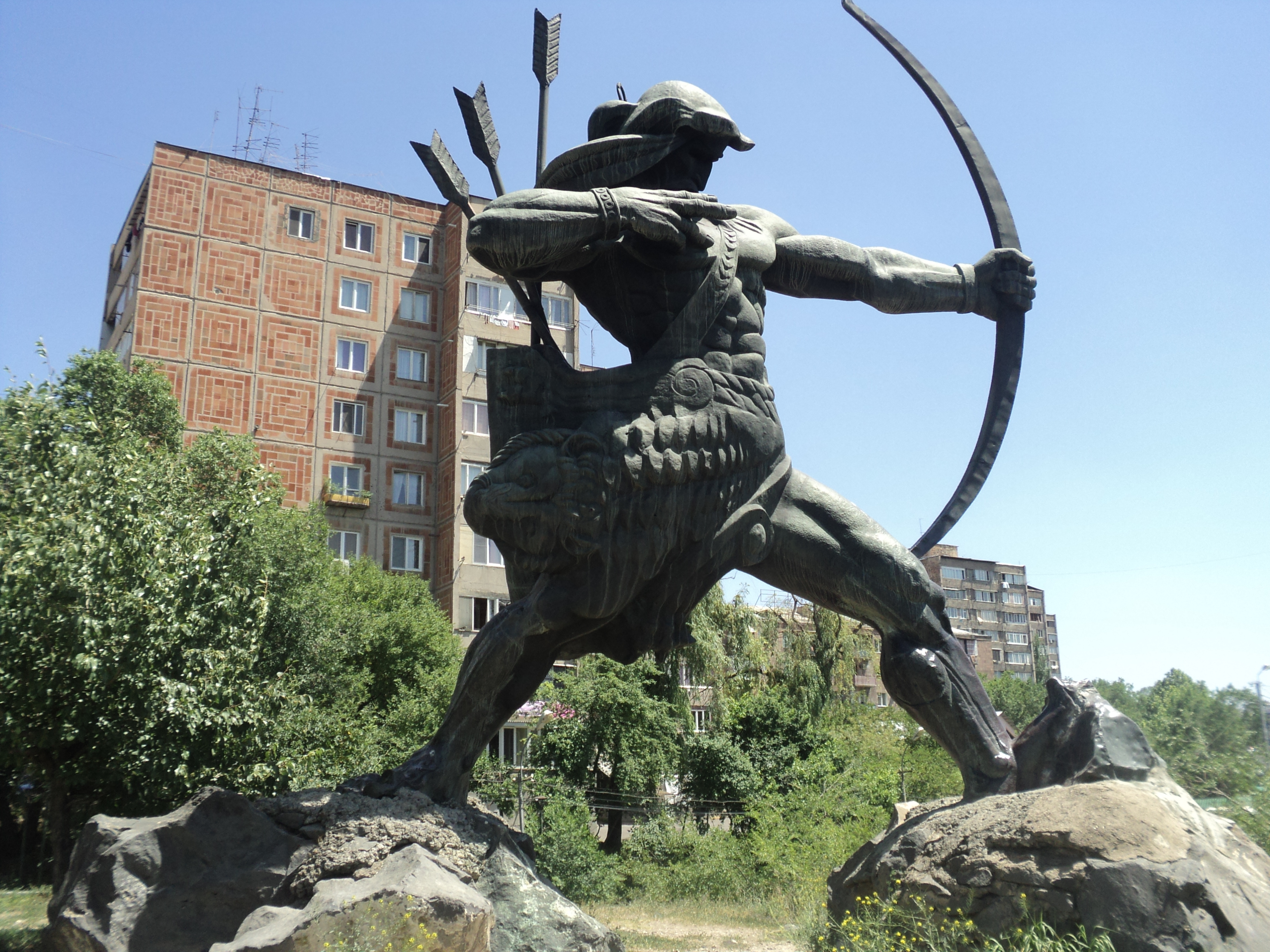
Statyn av Hajk nahapet
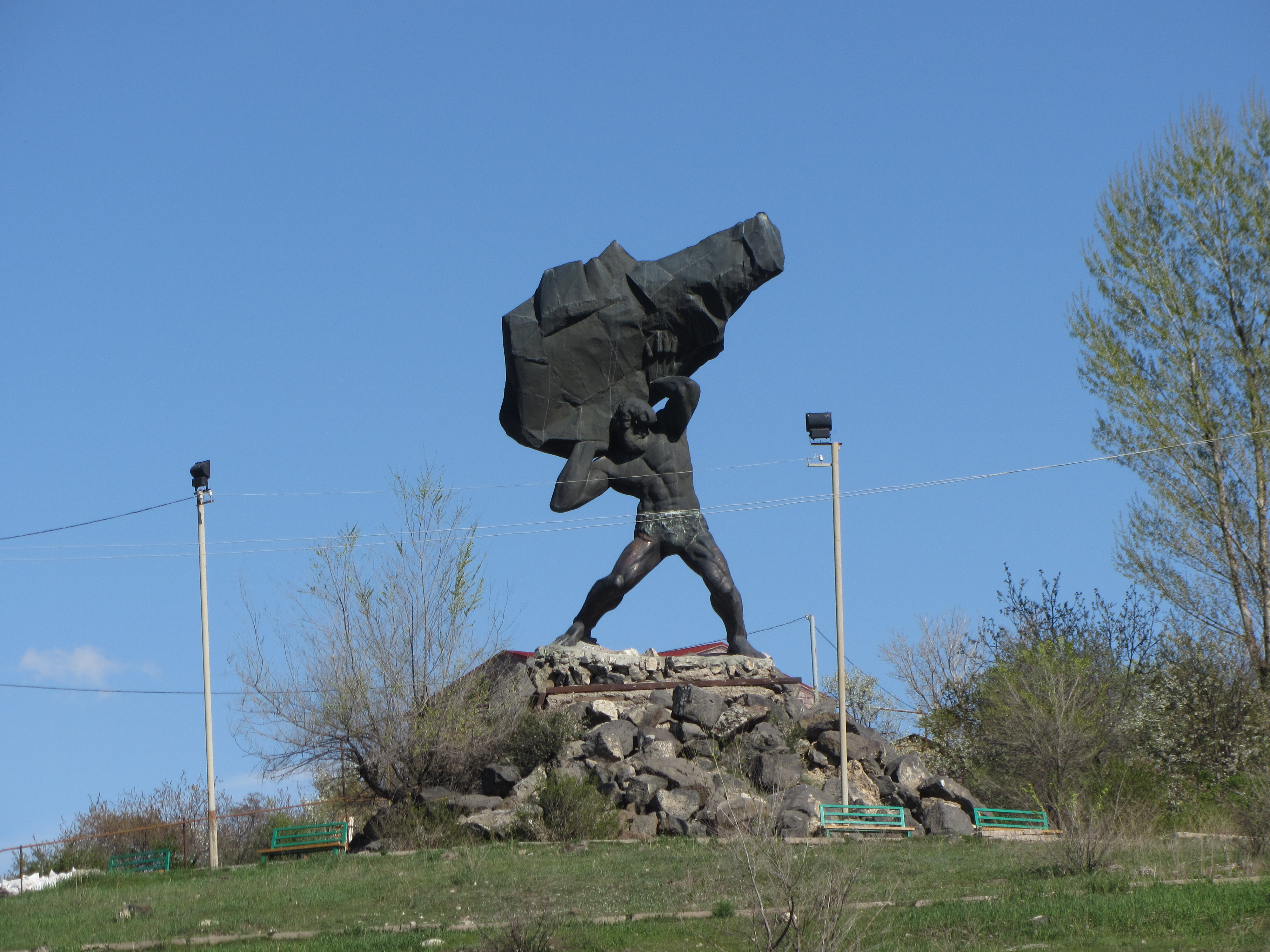
Statyn av Tork Angegh
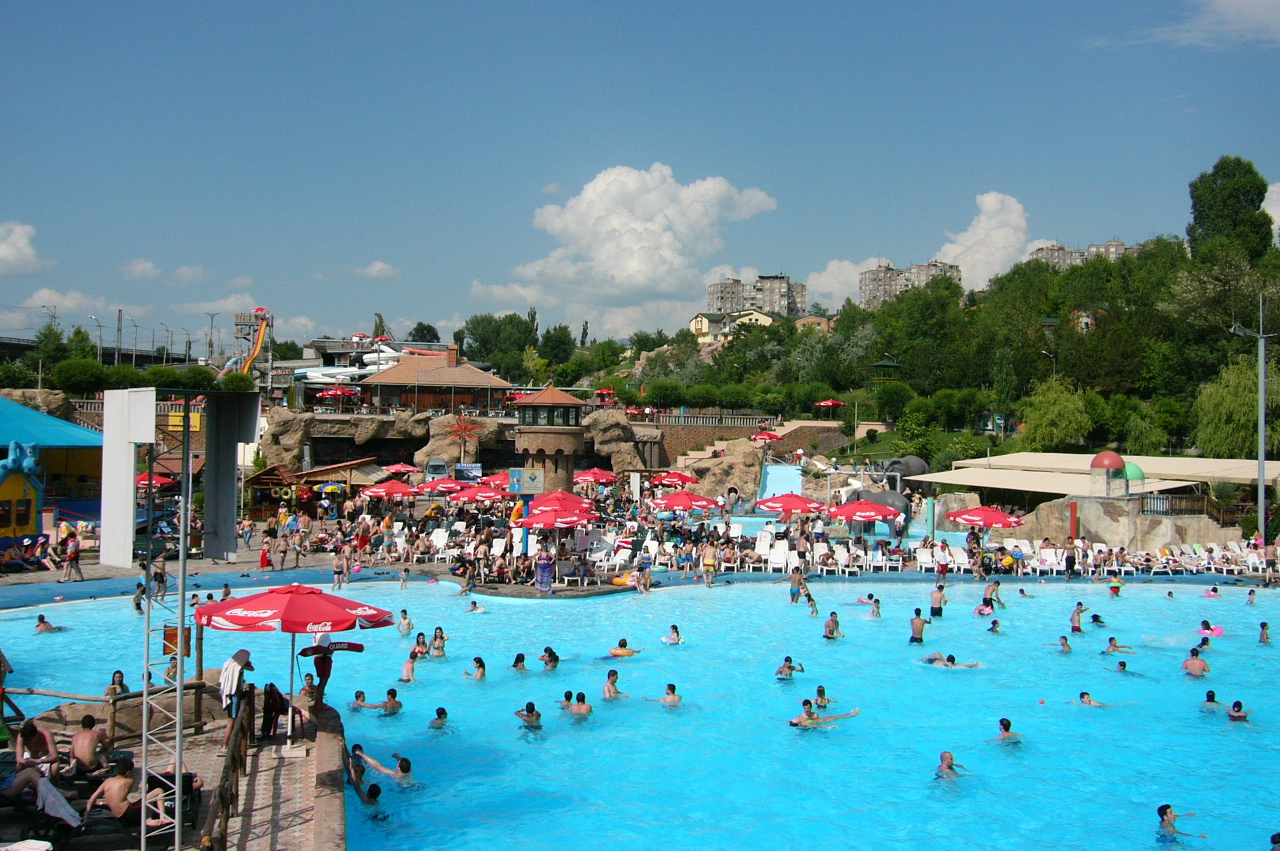
Jerevans vattenpark
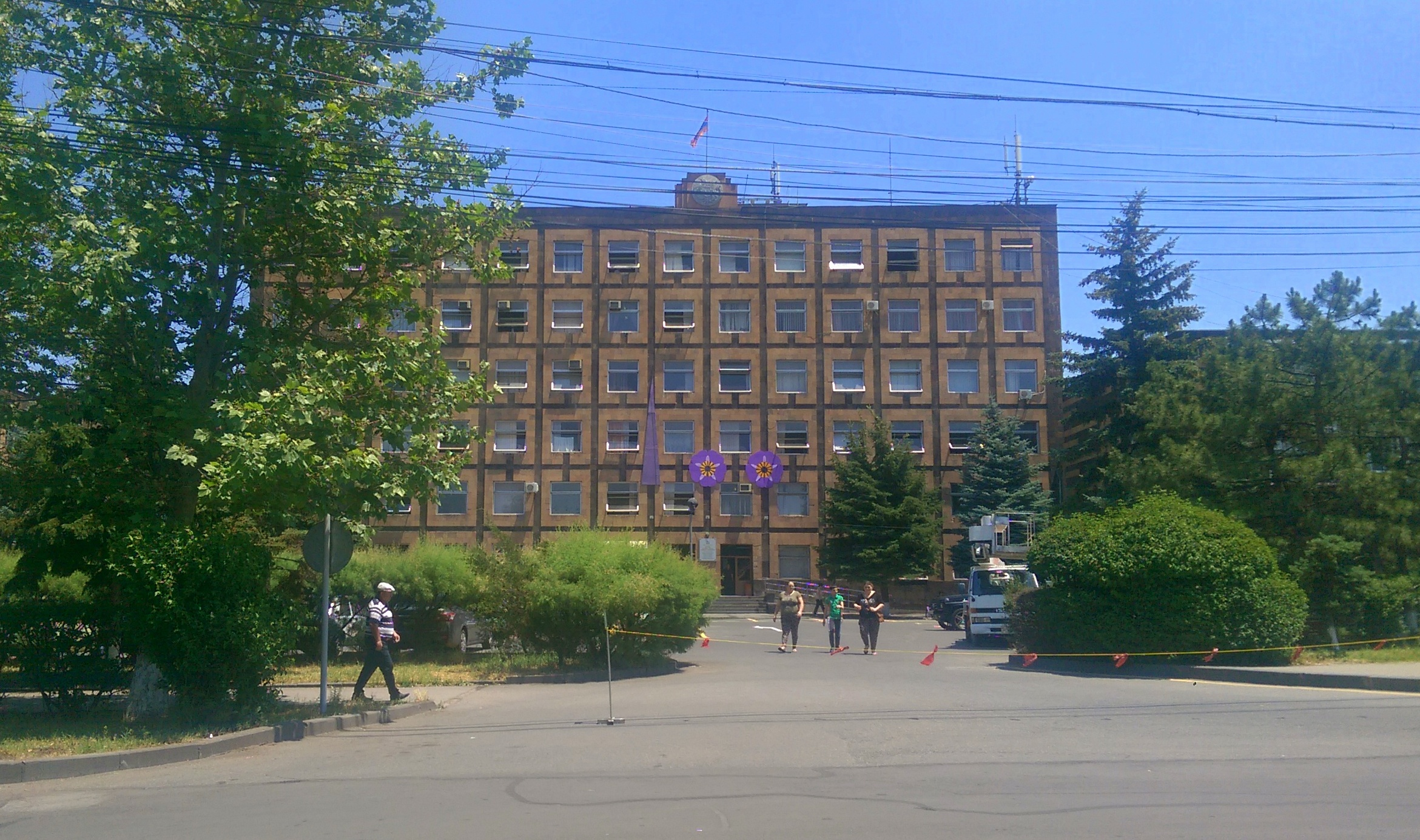
Nor Norks distriktadministrations byggnad